# Le Chien mélomane
Le Chien mélomane est un court métrage d'animation de 11 minutes réalisé par Paul Grimault en 1973.

## Synopsis
Le professeur Saventas a créé une machine qui ressemble à un violon, mais qui quand on en joue fait exploser les choses visées, ce qui déplaît à son chien qui est mélomane de très mauvais goût.

## Fiche technique
- Scénario : Jacques Prévert et Paul Grimault